# Futures (tenis)
Los Futures (del inglés, futuros) eran torneos profesionales organizados por la Federación Internacional de Tenis (ITF), de una categoría inferior a los Challengers. Su nombre se debía a que gran parte de los jugadores que participaban eran jóvenes con pocos años en el circuito.
En 2019 se integraron en el ITF World Tennis Tour.

## Características
El cuadro de individuales estaba integrado por 32 jugadores, y el de dobles por 16 parejas. El cuadro de individuales de la fase previa de calificación estaba formado por 64 o 32 jugadores, quienes buscaban 8 plazas en el cuadro principal. La inclusión de una fase previa en dobles estaba sujeta totalmente a la voluntad de los organizadores del torneo.

## Tipos de Futures
Existían tres tipos de torneos Futures, que se diferenciaban en la cantidad de premios, alojamiento y puntos repartidos:
- Los Futures 25.000+H, los cuales repartían 25.000 dólares en premios y proporcionaban alojamiento a los jugadores.
- Los Futures 15.000+H y 25.000; en ambos se repartían los mismos puntos, con la diferencia de que uno proporcionaba alojamiento además de 15.000 dólares en premios, y el otro ofrecía tan solo 25.000 dólares en premios.
- Los Futures 15.000 los cuales repartían 15.000 dólares en premios. Estos torneos eran conocidos antiguamente como "Satellites".

Para la organización de un Future 25.000, la ITF exigía la de otro torneo con las mismas características en el mismo país en la semana anterior o en la siguiente. Para poder organizar un Future 15.000 debía haber dos torneos de las mismas características en las semanas anteriores o siguientes.
Satellites: En 1998 se organizaron Torneos Futures de una semana de duración, y tuvieron que programarse durante un mínimo de 3 semanas consecutivas con torneos de 10 000 dólares  cada uno, o 2 semanas consecutivas de 15.000 dólares cada uno en premios. Los Torneos Futures sustituyeron al 65% de los Satellites y los jugadores tuvieron más oportunidades de ganar puntos.

## Puntos repartidos

### Individuales
| Categoría del torneo | Ganador | Final | Semifinal | Cuartos de final | Ronda de 16 |  |
| -------------------- | ------- | ----- | --------- | ---------------- | ----------- |  |
| Futures $25.000      | 20      | 12    | 6         | 3                | 1           |  |
| Futures $15.000      | 10      | 6     | 4         | 2                | 1           |  |

### Dobles
| Categoría del torneo | Ganador | Final | Semifinal | Cuartos de final | Ronda de 16 |
| -------------------- | ------- | ----- | --------- | ---------------- | ----------- |
| Futures $25.000      | 20      | 12    | 6         | 3                | 1           |
| Futures $15.000      | 10      | 6     | 4         | 2                | 1           |